# Thomas Fabula
Thomas Fabula es un deportista alemán que compitió para la RFA en taekwondo. Ganó una medalla de plata en el Campeonato Mundial de Taekwondo de 1983, y una medalla de oro en el Campeonato Europeo de Taekwondo de 1982.

## Palmarés internacional
| Campeonato Mundial | Campeonato Mundial     | Campeonato Mundial | Campeonato Mundial |
| Año                | Lugar                  | Medalla            | Categoría          |
| ------------------ | ---------------------- | ------------------ | ------------------ |
| 1983               | Copenhague (Dinamarca) | Medalla de plata   | –60 kg             |
| Campeonato Europeo |                        |                    |                    |
| Año                | Lugar                  | Medalla            | Categoría          |
| 1982               | Roma (Italia)          | Medalla de oro     | –60 kg             |